# Метличина
Вижте пояснителната страница за други значения на Метличина.
Метличина (Centaurea) е род двусемеделни растения от семейство Сложноцветни (Asteraceae).

## Разпространение
Включва между 350 и 600 вида тревисти растения, разпространени в Северното полукълбо с най-голямо разнообразие в Близкия изток и съседните региони. Някои видове са плевели, нанасящи значителни щети на земеделието.